# Miguel Ángel Tovar
Miguel Ángel Tovar, (nacido en Caracas, Venezuela) es un actor, modelo, animador y cantante Venezolano.

## Carrera
Ha participado en diversas producciones venezolanas y extranjeras incluyendo series, películas, obras de teatro y comerciales de televisión, se dio a conocer como parte del grupo de animadores del programa Ají Picante, de la cadena venezolana RCTV, estuvo casado con la también actriz venezolana Estefanía López, con quien tuvo un hijo en 2008 Miguel Ángel Tovar López. En 2009 tras su participación en la serie de Venevisión ¡Qué clase de amor! decide junto con Manuel Larrad y Andrés Gómez formar la agrupación musical Los Últimos de la Clase, con la que recorre gran parte de Venezuela, y otros lugares como Ecuador o Perú. Además ha participado en producciones extranjeras en países como Ecuador o Colombia.

## Telenovelas
- 3 familias 2018 de Ecuavisa como Padre Ángel Galindo
- Nora 2014 de Televen como Douglas
- Pasión prohibida 2013 Miami telemundo como Sebastián
- Amor de Carnaval 2011 de Colombiana de TV como Andy Slebi para Caracol Televisión.
- Fanatikda 2010- 2011 de TC Televisión como Juan Pablo
- ¡Qué clase de amor! 2009 de Venevisión como Manuel Colmenares "Manu"

### Películas
- "Bolívar niño"

### Animaciones
- Ají Picante de RCTV

## Grupos musicales
- "Censura C"
- "Los Últimos de la Clase"

### Discos
- "Contigo" 2012 (como solista)